# Xanthia innotata
Xanthia innotata là một loài bướm đêm trong họ Noctuidae.